# Муніципалітети Катару

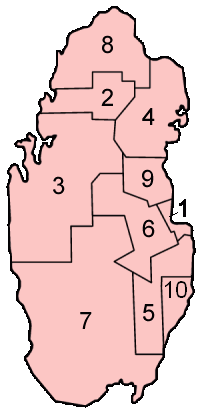
Підрозділи Катару до 2004 року

Муніципалітет — назва однієї з 8 адміністративних одиниць Катару. Муніципалітети поділяються на зони. Поділ існує з 2015 року. Новий муніципалітет, Ад-Даїян, був утворений відповідно до резолюції №13.

## Територіальний устрій до 2004 року
До 2004 року, Катар був поділений на 10 підрозділів.
| №  | Назва             |
| -- | ----------------- |
| 1  | Ад-Доха           |
| 2  | Аль-Гуварія       |
| 3  | Ель-Джамалія      |
| 4  | Ель-Хаур          |
| 5  | Ель-Вакра         |
| 6  | Ер-Раян           |
| 7  | Джаріян-аль-Батна |
| 8  | Аш-Шамаль         |
| 9  | Умм-Салаль        |
| 10 | Умм-Саїд          |

## Територіальний устрій 3 2004 по 2014 роки

Муніципалітети Катару з 2004 по 2014 роки

| № | Муніципалітет      | Код   | Населення (2010) | Площа (км2) | Густота |
| - | ------------------ | ----- | ---------------- | ----------- | ------- |
| 1 | Аш-Шамаль          | QA-MS | 7 975            | 902         | 8,8     |
| 2 | Ель-Хаур           | QA-KH | 193 983          | 1 551       | 125,0   |
| 3 | Умм-Салаль         | QA-US | 60 509           | 310         | 195,1   |
| 4 | Ад-Даїян           | QA-ZA | 43 176           | 236         | 182,9   |
| 5 | Ер-Раян            | QA-RA | 455 623          | 5 818       | 78,3    |
| 6 | Ад-Доха            | QA-DA | 796 947          | 234         | 3 405,7 |
| 7 | Ель-Вакра          | QA-WA | 141 222          | 2 520       | 56,0    |
|   | Загальна кількість |       | 1 699 435        | 11 571      | 146,8   |

## Територіальний устрій з 2015 року
| № | Муніципалітет | Адміністративний центр | Площа (км²) | Населення | Густота (ос./км²) | Розташування |
| - | ------------- | ---------------------- | ----------- | --------- | ----------------- | ------------ |
| 1 | Аш-Шамаль     | Аш-Шамаль              | 859         | 8794      | 10                |              |
| 2 | Ель-Хаур      | Ель-Хаур               | 1613,3      | 202 031   | 130               |              |
| 3 | Еш-Шаханія    | Еш-Шаханія             | 3309        | 187 571   | 57                |              |
| 4 | Умм-Салаль    | Умм-Салаль             | 318,4       | 90 835    | 290               |              |
| 5 | Ад-Даїян      | Ад-Даїян               | 290,2       | 24 772    | 190               |              |
| 6 | Ад-Доха       | Доха                   | 202,7       | 796 947   | 3405              |              |
| 7 | Ер-Раян       | Ер-Раян                | 2450        | 605 712   | 250               |              |
| 8 | Ель-Вакра     | Ель-Вакра              | 2577,7      | 193 983   | 194               |              |